# Kenya Rugby Union
La Kenia Rugby Union (KRU) es la asociación reguladora del rugby en ese país.

## Historia
Aún bajo dominio británico en Kenia se funda la Rugby Football Union of Kenya (RFU-K) en 1923, un ente antecesor a la actual unión disuelto unas décadas más tarde.
En 1956 se crea la Rugby Football Union of East Africa (RFUEA), una unión supranacional que abarcaba también a la antigua Tanganica (hoy Tanzania) y al Protectorado de Uganda. Esta sociedad organizó el deporte en los tres países hasta que Tanzania y Uganda crearon sus propias uniones, entonces, se le dio forma como Kenya Rugby Football Union en 1970 pero aún bajo el paraguas de la RFUEA.
Se encuentra afiliada a Rugby Afrique desde su creación en 1986 y a la World Rugby desde 1990.

## Actualidad
Hoy, la KRU fiscaliza torneos de clubes domésticos de mayores en distintos niveles y el rugby juvenil. Además, se encarga de las selecciones en torneos internacionales. El estadio en que los Simbas ofician de locales es el RFUEA Ground de Nairobi.